# Ständiger Internationaler Gerichtshof

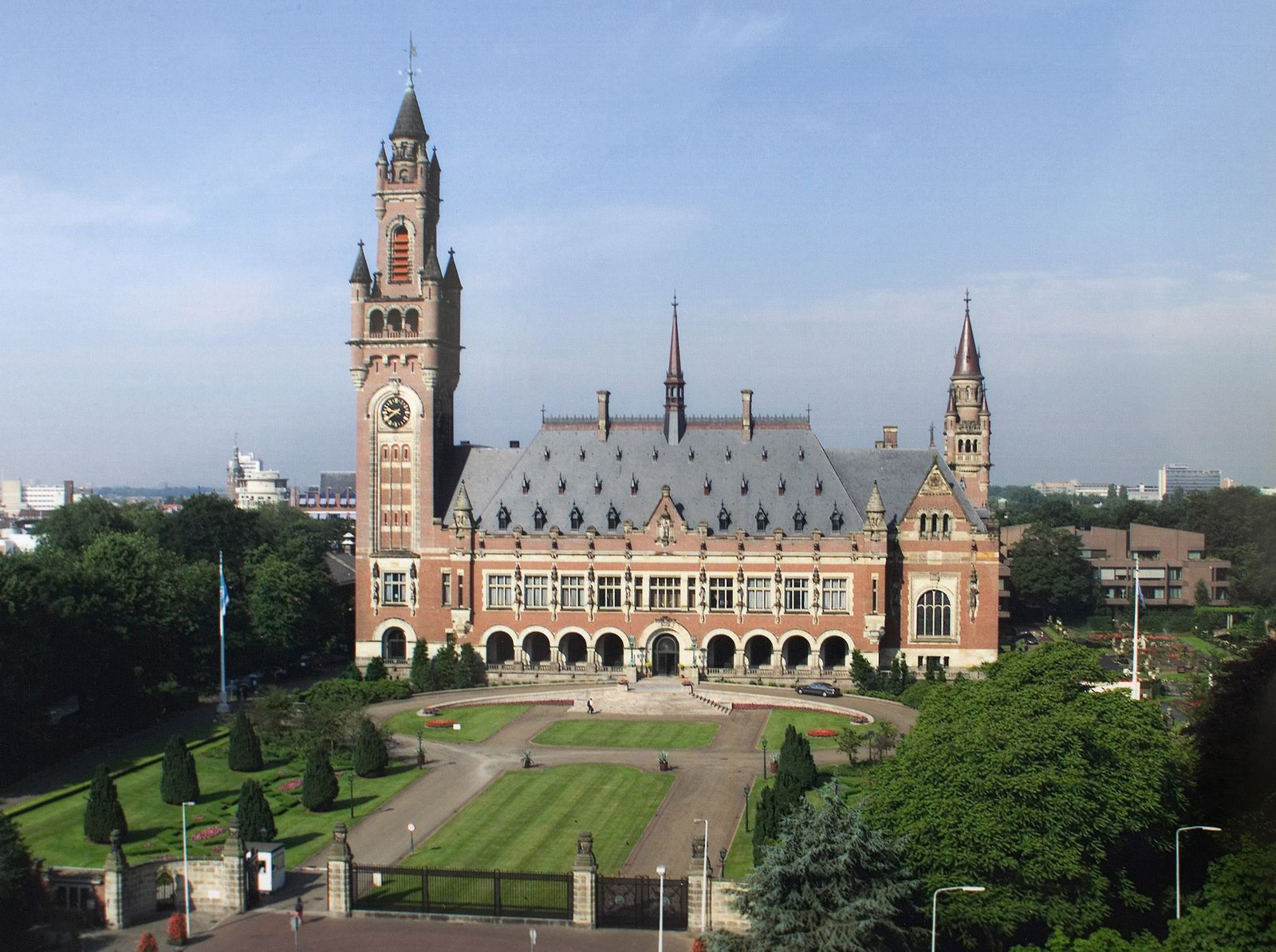
Sitz des Gerichtshofs im Friedenspalast in Den Haag (2006)

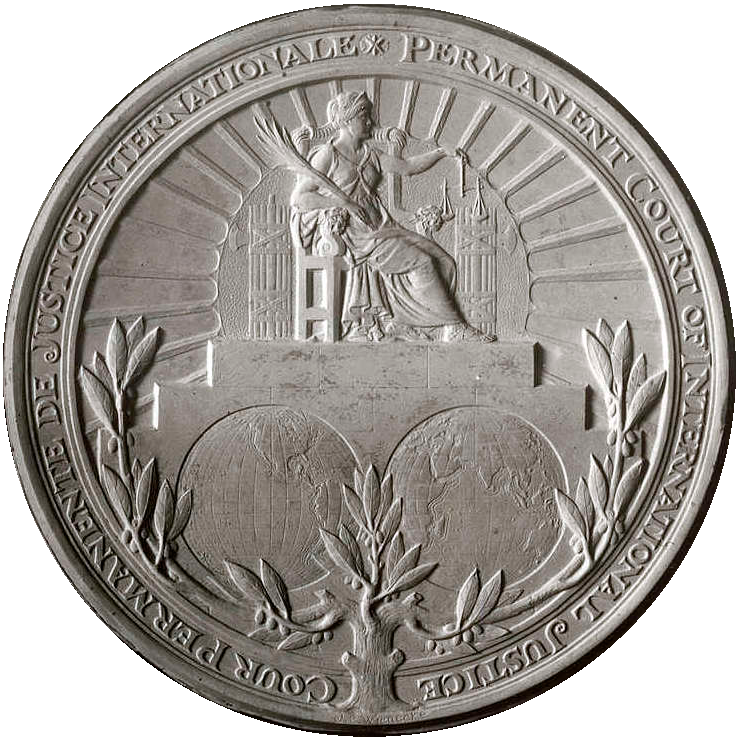
Siegel des StIGH

Der Ständige Internationale Gerichtshof (StIGH; englisch Permanent Court of International Justice, PCIJ; französisch Cour permanente de Justice internationale, CPJI) war ein von September 1922 bis April 1946 bestehendes internationales Gericht mit Sitz in der niederländischen Stadt Den Haag. Er entstand auf der Grundlage der Satzung des Völkerbundes, dessen Organe unter anderem auch für die Ausarbeitung der Rechtsgrundlagen des Gerichtshofes und die Wahl der Richter zuständig waren. Mit dem Ende des Völkerbundes nach dem Zweiten Weltkrieg wurde auch der StIGH aufgelöst, seine Nachfolgeinstitution wurde 1946 der als Hauptrechtsprechungsorgan der Vereinten Nationen geschaffene Internationale Gerichtshof.

## Geschichte
Gemäß Artikel 14 seiner Satzung war es eine der Hauptaufgaben des Völkerbundes, einen Ständigen Internationalen Gerichtshof zu errichten. Der Völkerbund setzte zu diesem Zweck 1920 ein beratendes Komitee ein, das ein Statut für dieses Gericht ausarbeitete. Die erste Versammlung des Völkerbundes nahm dieses Statut an, und am 16. Dezember 1920 wurde es in Form eines Protokolls den Mitgliedstaaten des Völkerbundes sowie weiteren Staaten zur Unterzeichnung vorgelegt. Im September 1921 traten das Protokoll und mit ihm das Statut in Kraft. Die erste Sitzung des StIGH fand am 15. Februar 1922 unter dem Vorsitz des niederländischen Richters Bernard Loder statt. Erster Registrar des Gerichts war der damals erst 28-Jährige Åke Hammarskjöld, der 1936 selbst zum Richter gewählt wurde. Das Gericht war zusammen mit dem Ständigen Schiedshof im Haager Friedenspalast untergebracht. Als erster ständiger Richter aus Deutschland wirkte von 1930 bis zu seinem Tod im Den Haager Exil 1935 der Münsteraner Völkerrechtler Walther Schücking.
Die für 1939 geplanten Richterwahlen wurden wegen des Beginns des Zweiten Weltkrieges nicht mehr durchgeführt. Alle zu diesem Zeitpunkt amtierenden Richter wirkten damit über das turnusmäßige Ende ihrer Amtszeit hinaus. In den ersten Monaten des Krieges und in Erwartung der Eröffnung einer Front im Westen des Deutschen Reichs plante der StIGH, mit der Hilfe des diplomatischen Corps Den Haag en bloc zu verlassen und an einem anderen Ort die Funktionsfähigkeit des Gerichts wiederherzustellen. Hierzu kam es aber nicht, als mit dem plötzlichen Einmarsch deutscher Truppen in den Niederlanden Königin Wilhelmina, die Regierung und die diplomatischen Vertreter der Alliierten die Stadt am 13. Mai 1940 überhastet verließen. Das Personal des Gerichts harrte teilweise in Den Haag aus. Direkt nach dem am 15. Mai 1940 unterzeichneten Waffenstillstand sicherten die deutschen Behörden dem Gericht dieselben diplomatischen Immunitäten zu, die zuvor auch von den Niederlanden gewährt worden waren, widerriefen jedoch mit Wirkung zum 15. Juli 1940 sämtliche Rechte aller diplomatischen Missionen und auch die des StIGH. Am 16. Juli 1940 wurde das nicht-niederländische Personal des Gerichts zusammen mit dem verbliebenen diplomatischen Corps in einem Sonderzug nach Bern in der Schweiz verbracht. Bis zum Ende des Krieges unterhielt das Gericht mit nur fünf Angestellten ein Büro in Genf und erfüllte lediglich noch Verwaltungsaufgaben.
Im Januar 1946 traten die zu diesem Zeitpunkt verbliebenen elf Richter zurück. Der Gerichtshof wurde am 18. April des gleichen Jahres durch Beschluss der Völkerbundversammlung aufgelöst, seine Nachfolgeeinrichtung wurde der Internationale Gerichtshof (IGH). Sofern zuvor geschlossene Verträge eine Zuständigkeit des StIGH begründeten, gingen diese nach Artikel 37 des IGH-Statuts auf den IGH über; gleiches gilt nach Artikel 36 des IGH-Statuts für Unterwerfungserklärungen. José Gustavo Guerrero, der letzte StIGH-Präsident, übernahm das gleiche Amt am Internationalen Gerichtshof. Außer ihm wurde von den Richtern des StIGH noch der Belgier Charles De Visscher an den neu entstandenen Internationalen Gerichtshof gewählt.

## Entscheidungen
Der Ständige Internationale Gerichtshof befasste sich zwischen 1922 und 1940 mit 29 zwischenstaatlichen Streitfällen und erstellte 27 Gutachten. Einige seiner Entscheidungen, so beispielsweise die im Wimbledon-Fall von 1923 oder die Lotus-Entscheidung von 1927, waren wegweisend für die Entwicklung des Völkerrechts. Darüber hinaus trug der Gerichtshof zur Klärung verschiedener Aspekte des internationalen Rechts bei.
Die letzte prozessuale Handlung des Gerichts erfolgte am 7. März 1940. In dem 1939 von Liechtenstein gegen Ungarn angestrengten Gerliczy-Verfahren wurden zuvor festgelegte Fristen für die Einreichung von Schriftsätzen verlängert. Zu weiteren Verfahrensschritten kam es aufgrund des Krieges nicht mehr, eine nach dem Krieg an Liechtenstein gerichtete Anfrage bezüglich des weiteren Fortgangs der Streitigkeit blieb unbeantwortet.

## Mitglieder
Dem Ständige Internationale Gerichtshof gehörten ab September 1922 zunächst elf Richter und vier Hilfsrichter (juges-suppléant) an. Aufgabe der Hilfsrichter war es, die regulären Richter zu vertreten, wenn diese nicht anwesend waren. Dieses Amt wurde jedoch durch Änderung des Gerichtsstatuts zum 1. Februar 1936 abgeschafft, wodurch sich die Zahl der Richter auf 15 erhöhte.
Die Richter amtierten für eine Amtsdauer von neun Jahren und konnten wiedergewählt werden. Die Wahl oblag dem Rat und der Versammlung des Völkerbundes auf der Grundlage von Vorschlägen durch die nationalen Gruppen des Ständigen Schiedshofs. Der Präsident und der Vizepräsident, deren Amtsdauer drei Jahre betrug, wurden durch die Mitglieder des Gerichtshofs gewählt.

## Präsidenten
| # | Name                              | Amtsantritt | Ende der Amtszeit | Herkunftsland          |
| - | --------------------------------- | ----------- | ----------------- | ---------------------- |
| 1 | Bernard Loder (1849–1935)         | 1921        | 1924              | Niederlande            |
| 2 | Max Huber (1874–1960)             | 1925        | 1927              | Schweiz                |
| 3 | Dionisio Anzilotti (1867–1950)    | 1928        | 1930              | Italien                |
| 4 | Adachi Mineichirō (1870–1934)     | 1931        | 1934              | Japan                  |
| 5 | Cecil Hurst (1870–1963)           | 1934        | 1936              | Vereinigtes Königreich |
| 6 | José Gustavo Guerrero (1876–1958) | 1937        | 1945              | El Salvador            |